# Briefmarken-Jahrgang 1940 der Post des Japanischen Kaiserreichs
Der Briefmarken-Jahrgang 1940 der Post des Japanischen Kaiserreichs umfasst 14 Gedenkmarken und eine Freimarke.
Die Briefmarken aus diesem Jahrgang weisen wie alle japanischen Briefmarken bis zum Ende des Zweiten Weltkriegs ein „Chrysanthemenwappen“ auf, das kaiserliche Siegel Japans. Der Landesname 大日本帝国郵便 (Dainippon-teikoku-yuubin) ist in Siegelschrift geschrieben mit der Leserichtung im Horizontalen von rechts nach links. Die Währungseinheit ist Yen (圓 "en" – veralte Kanji-Schreibweise für 円 "en") bzw. die Untereinheit Sen (銭 "sen", 1 Yen = 100 Sen).

## Liste
Die Gedenk- und Freimarken des Jahrgangs 1940 sind im Folgenden jeweils nach Ausgabedatum sortiert gelistet.
| Gedenkmarken |                                                                |                |        |              |            |
| Briefmarke   | Motiv                                                          | Farbe          | Wert   | Ausgabedatum | Auflage    |
|              | 2600. Jubiläum der (mythologischen) Reichsgründung (s. Kōki)   | orange         | 2 Sen  | 11. Februar  | 3.450.000  |
|              | 2600. Jubiläum der Reichsgründung                              | rot            | 10 Sen | 11. Februar  | 570.000    |
|              | Daisetsuzan-Nationalpark                                       | hellbraun      | 2 Sen  | 20. April    | 1.500.000  |
| Bild gesucht | Daisetsuzan-Nationalpark                                       | gelbgrün       | 4 Sen  | 20. April    | 750.000    |
|              | Daisetsuzan-Nationalpark                                       | scharlachrot   | 10 Sen | 20. April    | 300.000    |
|              | Daisetsuzan-Nationalpark                                       | blau           | 20 Sen | 20. April    | 300.000    |
| Bild gesucht | Karakuni-dake (韓国岳)                                         | hellbraun      | 2 Sen  | 21. August   | 1.200.000  |
| Bild gesucht | Takachihonomine                                                | grün           | 4 Sen  | 21. August   | 1.000.000  |
| Bild gesucht | Kirishima-Schrein (霧島神宮)                                   | scharlachrot   | 10 Sen | 21. August   | 350.000    |
| Bild gesucht | Rokkannonmi-Teich (六観音御池) und Koshiki-dake (甑岳)         | tiefultramarin | 20 Sen | 21. August   | 350.000    |
|              | 50. Jubiläum des Kaiserlichen Erziehungsedikts                 | violett        | 2 Sen  | 25. Oktober  | 5.820.000  |
|              | 50. Jubiläum des Kaiserlichen Erziehungsedikts                 | grün           | 4 Sen  | 25. Oktober  | 5.590.000  |
|              | 2600. Jubiläum der Reichsgründung Takachiho (高千穂)           | tiefgrün       | 4 Sen  | 10. November | 10.880.000 |
|              | 2600. Jubiläum der Reichsgründung Kashihara-Schrein (橿原神宮) | mattultramarin | 20 Sen | 10. November | 1.072.000  |
| Freimarken   |                                                                |                |        |              |            |
| Briefmarke   | Motiv                                                          | Farbe          | Wert   | Ausgabedatum | Auflage    |
|              | Fuji-san und Kirschblüten                                      | ultramarin     | 20 Sen | 1. Februar   |            |